# Eleições federais na Austrália em 2010
As eleições federais australianas de 2010 foram realizadas em 21 de agosto. O resultado foi favorável ao Partido Trabalhista de esquerda, liderado por Julia Gillard, ganhando um segundo mandato.